# Rhynchospora macrochaeta
Rhynchospora macrochaeta är en halvgräsart som beskrevs av Ernst Gottlieb von Steudel och Johann Otto Boeckeler. Rhynchospora macrochaeta ingår i släktet småag, och familjen halvgräs.

## Underarter
Arten delas in i följande underarter:
- R. m. macrochaeta
- R. m. triceps